# はりま勝原駅
はりま勝原駅（はりまかつはらえき）は、兵庫県姫路市勝原区熊見にある、西日本旅客鉄道（JR西日本）山陽本線の駅である。

## 歴史
当駅は姫路市の要望により開設した請願駅である。計画当初は2007年3月18日の開業を予定していたが、建設工事が遅れたこと等から、開業は2008年3月15日にずれ込んだ。
当地は1960年ごろに姫路市による電車区誘致運動の候補地として挙げられたことがあったが、電車区は網干駅西方に設置された（現在の網干総合車両所）。

### 年表
- 1997年（平成9年）2月16日：姫路市が一帯を「新業務拠点地区」として位置付け。
- 2000年（平成12年）9月12日：姫路市からJR西日本に新駅の設置要望書が提出。
- 2001年（平成13年）6月9日：山陽本線英賀保駅 - 網干駅間に駅の新設が決定。
- 2004年（平成16年）8月7日：当駅基本構想・基本設計完了。
- 2005年（平成17年）
  - 5月25日：JR西日本が近畿運輸局長に認可申請。
  - 11月26日：駅建設工事開始。仮駅名は「播磨勝原駅」であった。
- 2007年（平成19年）9月19日：JR西日本が正式駅名をはりま勝原駅とすると発表。
- 2008年（平成20年）3月15日：山陽本線英賀保駅 - 網干駅間に新設される形で開設[1]。
- 2013年（平成25年）
  - 4月30日：みどりの窓口営業終了。
  - 5月1日：みどりの券売機プラスが稼働開始。
- 2015年（平成27年）3月12日：入線警告音見直しに伴い、接近メロディをJR神戸線標準接近メロディ「さざなみ」音質見直し版に再度変更[3]。
- 2021年（令和3年）10月2日：日中時間帯の赤穂線直通列車が1時間当たり1本に減便[4][5]。
- 2024年（令和6年）3月16日：ダイヤ改正に伴い、らくラクはりまの停車駅となる[6]。

## 駅構造
12両編成対応相対式ホーム2面2線を有する地上駅であり、橋上駅舎を備える。ホームには待合室が設置されている。2008年3月15日の開業時点からエレベーターが設置されているが、エスカレーターは設置されていない。
業務委託駅（JR西日本交通サービス受託）。

### のりば
| のりば | 路線     | 方向 | 行先                           |
| ------ | -------- | ---- | ------------------------------ |
| 1      | 山陽本線 | 下り | 相生・播州赤穂・上郡・岡山方面 |
| 2      | 山陽本線 | 上り | 姫路・大阪方面                 |

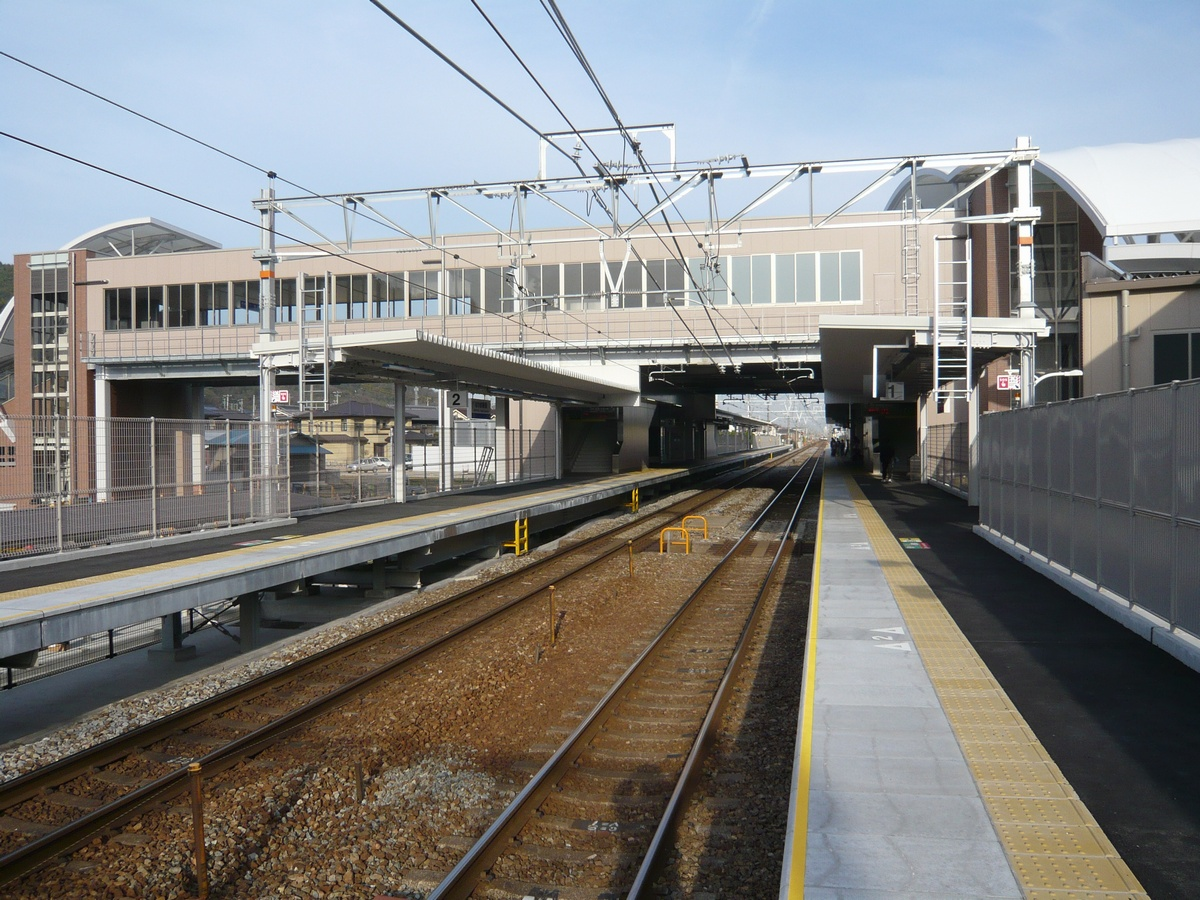
ホーム（網干側から望む）

## ダイヤ
日中時間帯は1時間に3本停車する。
上り列車のうち2本は大阪方面への普通列車で、網干を始発とし西明石から快速として運転する。基本的には姫路駅にて新快速と接続をするが、特急列車運転の兼ね合いで、10分以上接続時間が生じる列車も存在する。残り1本は姫路行普通列車で、赤穂線の播州赤穂から来て11時台後半以降は姫路で新快速と接続する。
下り列車のうち2本は大阪方面から来る普通列車の網干行きである。残り1本は姫路始発の普通播州赤穂行きである。3駅先の相生で山陽本線から分岐する赤穂線に入る電車で、相生で主に岡山方面行きに接続する。
朝晩は、岡山方面列車が姫路発着となり、新快速を含む網干発着列車・播州赤穂方面列車が増えるため、上下共に停車本数が増える。

## 利用状況
開業前の予想では1日平均約5,000人の乗降客を見込んでいた。年々利用客が増えている。
2023年度の1日平均乗車人員は5,348人である。
近年の1日平均乗車人員の推移は以下の通り。
| 年度   | 1日平均 乗車人員 |
| ------ | ---------------- |
| 2008年 | 2,327            |
| 2009年 | 2,898            |
| 2010年 | 3,349            |
| 2011年 | 3,646            |
| 2012年 | 3,920            |
| 2013年 | 4,395            |
| 2014年 | 4,508            |
| 2015年 | 4,791            |
| 2016年 | 5,015            |
| 2017年 | 5,189            |
| 2018年 | 5,347            |
| 2019年 | 5,507            |
| 2020年 | 4,517            |
| 2021年 | 4,781            |
| 2022年 | 5,230            |
| 2023年 | 5,348            |

## 駅周辺
駅周辺は住宅開発等が著しい。ただし、京見会館は都市景観重要建築物に指定されており、保護されている。2004年12月3日には、駅南側の姫路市大津区大津町にイオン姫路大津ショッピングセンター（現在はイオンモール姫路大津）が開店した。なお、駅至近にあったマックスバリュ熊見店は、駅新設直前の2008年2月20日に閉鎖し、売り場面積を拡充の上、同年7月10日にリニューアルオープンした。
また駅前には出入口が回転ゲート式バイク自転車が停められる有料の駐輪場が開業同日にオープンした。
駅南方約1 kmには兵庫県立姫路南高等学校が立地している。
- マルアイ 広畑店

## バス路線
| 停留所名     | 運行事業者 | 路線名・系統・行先                  |
| ------------ | ---------- | ----------------------------------- |
| はりま勝原駅 | 神姫バス   | 95系統：姫路駅（南口） / 下太田住宅 |

## 隣の駅
西日本旅客鉄道（JR西日本）
 山陽本線（赤穂線直通列車含む）
- 特急「らくラクはりま」停車駅

■新快速・■普通（普通列車は明石駅以東は快速）
英賀保駅 - はりま勝原駅 - 網干駅